# 输卵管癌
输卵管癌（fallopian tube cancer，tubal cancer）全称原发性输卵管癌（primary fallopian tube cancer, PFTC）、输卵管恶性上皮性肿瘤，是起源于输卵管上皮的恶性肿瘤，属于一种极少见的妇科恶性肿瘤，且多为腺癌。临床表现“三联征”为：阴道排液、腹痛及盆腔包块。术前可行影像学检查及肿瘤标志物检测协助诊断。组织病理学依据细胞及组织形态进一步分型。治疗手段与卵巢癌相似。

## 概述
输卵管癌通常被视为一种相对罕见的原发性肿瘤，占全部妇科恶性肿瘤的1%至2%。在美国的一项分析显示，1998年至2003年期间输卵管癌的患病率在100000妇女中只有0.41例。输卵管癌的人口分布情况类似于卵巢癌，它主要高发于白人、非西班牙血统妇女，年龄区间为60-79岁；但是最近显示，输卵管癌的患病率有增加的趋势。
此外医学证据显示，患者在BRCA1和BRCA2基因上发生突变情况，更易病发输卵管癌。

## 病理
最常见的癌症类型是恶性腺瘤，在一项科学显示中，3051名患者中有88%的属于这种类型。在这类人群中，一半以上的都是未分化的、89%是单侧肿瘤；其中原发性、区域性和转移性各占三分之一。极少的输卵管癌中包含平滑肌肉瘤和移行细胞癌。
肿瘤通常陷入到子宫毗邻的附件地区，所以需要病理学家判断病症情况及原发地。输卵管癌也可能会是子宫、子宫内膜、肠胃道、腹膜或胸部的恶性肿瘤转移结果。

## 特征
因为输卵管癌所处的位置，医师很难在病症早期发现它。输卵管癌没有病症，可能会带有一些疼痛或阴道出血。在常规妇科体检中，可以发现盆腔阴影。
输卵管癌伴有间歇性输卵管积水会导致阴道排泄紊乱，并称之为“外溢性输卵管积水”。

## 诊断
盆腔检查可能会监测到附件肿块。如果癌抗原125血液检查如果呈现非特异性，则可能指向出病人患有输卵管癌；更多的特异性检查包括有妇科超声检查，CT检查、或者盆腔部位核磁共振。
有时候，患者在进行盆腔手术中，可能会偶然发现早期的输卵管癌。

## 治疗
和卵巢癌类似，输卵管癌的首选治疗方法是手术。肿瘤通常先会扩散到子宫附件和卵巢，所以可能会采取子宫切除术切除子宫、输卵管、卵巢及附件。此外还可能进行盆腔清洗，并切除大网膜，取样盆腔和腹主动脉的淋巴结。癌症分级直接决定了手术和治疗方案，如果癌症侵入到其他组织，已经不能完全通过切除术解决时，需要采取肿瘤细胞减灭术，最典型的就是化学疗法。此外，放射疗法也可以用于治疗这种癌症并提高患者存活率。

## 阶段
国际妇产科联盟修订了输卵管癌的分期标准：
阶段0：肿瘤出于原位阶段
阶段I：肿瘤的生长局限于输卵管中
阶段II：肿瘤存在单侧或双侧输卵管并进入盆腔
阶段III：肿瘤存在单侧或双侧输卵管并进入盆腔以外地区
阶段IV：肿瘤存在单侧或双侧输卵管并发生恶性转移

## 预后
输卵管癌的预后取决于一系列条件。在1991年的一项报告显示，一半左右的进阶期患者能够有五年生存率，均采取了顺铂基的化学疗法。